# Nya Zeeland i olympiska sommarspelen 2004
Nya Zeeland i olympiska sommarspelen 2004 bestod av idrottare som blivit uttagna av Nya Zeelands olympiska kommitté.

## Badminton
Mixeddubbel
- - Omgång 1, Sara Runesten Petersen och Daniel Shirley besegrade Philippe Bourret och Denyse Julien, Kanada, 15-4, 15-6.
  - Omgång 2, Runesten Petersen och Shirley förlorade mot Jonas Rasmussen och Rikke Olsen, Danmark, 15-14, 15-9.

## Basket
Herrar
| Lag                    | Vinster | Förluster | Poäng | Första Tiebreaker Särskiljning av lika lag |
| ---------------------- | ------- | --------- | ----- | ------------------------------------------ |
| Spanien                | 5       | 0         | 10    |                                            |
| Italien                | 3       | 2         | 8     | 1-0                                        |
| Argentina              | 3       | 2         | 8     | 0-1                                        |
| Kina                   | 2       | 3         | 7     |                                            |
| Nya Zeeland            | 1       | 4         | 6     | 1-0                                        |
| Serbien och Montenegro | 1       | 4         | 6     | 0-1                                        |

All times are local (UTC+2)
| 15 augusti 11:15 |                                                 | Italien | 71–69                                        | Nya Zeeland |  | Helliniko Indoor Arena, Aten Domare: Reynaldo Sanchez (Dominikanska republiken) Renato Santos (Brasilien) |
| 15 augusti 11:15 | Resultat efter kvart: 25–13, 14–9, 17–24, 15–23 |         |                                              |             |  | Helliniko Indoor Arena, Aten Domare: Reynaldo Sanchez (Dominikanska republiken) Renato Santos (Brasilien) |
| 15 augusti 11:15 | Pts: Basile 16 Rebs: Chiacig 9 Asts: Pozzecco 7 |         | Pts: Penney 20 Rebs: Marks 9 Asts: Cameron 5 |             |  | Helliniko Indoor Arena, Aten Domare: Reynaldo Sanchez (Dominikanska republiken) Renato Santos (Brasilien) |

| 17 augusti 9:00 |                                                      | Nya Zeeland | 62–69                                                          | Kina |  | Helliniko Indoor Arena, Aten Publik: 1 300 Domare: Christos Christodoulou (Grekland) Virginijus Dovidavicius (Litauen) |
| 17 augusti 9:00 | Resultat efter kvart: 14–17, 6–12, 25–22, 17–18      |             |                                                                |      |  | Helliniko Indoor Arena, Aten Publik: 1 300 Domare: Christos Christodoulou (Grekland) Virginijus Dovidavicius (Litauen) |
| 17 augusti 9:00 | Pts: Jones 27 Rebs: Book, Marks 7 var Asts: Dickel 2 |             | Pts: Yao Ming 39 Rebs: Yao Ming 13 Asts: Li Nan, Liu Wei 4 var |      |  | Helliniko Indoor Arena, Aten Publik: 1 300 Domare: Christos Christodoulou (Grekland) Virginijus Dovidavicius (Litauen) |

| 19 augusti 9:00 |                                                     | Serbien och Montenegro | 87–90                                       | Nya Zeeland |  | Helliniko Indoor Arena, Aten Publik: 4 200 Domare: Jorge Vazquez (Puerto Rico) Philippe Leemann (Schweiz) |
| 19 augusti 9:00 | Resultat efter kvart: 20–22, 24–17, 22–16, 21–35    |                        |                                             |             |  | Helliniko Indoor Arena, Aten Publik: 4 200 Domare: Jorge Vazquez (Puerto Rico) Philippe Leemann (Schweiz) |
| 19 augusti 9:00 | Pts: Bodiroga 25 Rebs: Bodiroga 6 Asts: Rakočević 2 |                        | Pts: Penney 15 Rebs: Marks 5 Asts: Dickel 6 |             |  | Helliniko Indoor Arena, Aten Publik: 4 200 Domare: Jorge Vazquez (Puerto Rico) Philippe Leemann (Schweiz) |

| 21 augusti 14:30 |                                                  | Nya Zeeland | 94–98                                                       | Argentina |  | Helliniko Indoor Arena, Aten Publik: 8 000 Domare: Virginijus Dovidavicius (Litauen) Christos Christodoulou (Grekland) |
| 21 augusti 14:30 | Resultat efter kvart: 25–23, 17–24, 29–29, 23–22 |             |                                                             |           |  | Helliniko Indoor Arena, Aten Publik: 8 000 Domare: Virginijus Dovidavicius (Litauen) Christos Christodoulou (Grekland) |
| 21 augusti 14:30 | Pts: Jones 25 Rebs: Book 6 Asts: Dickel 7        |             | Pts: Scola 25 Rebs: Oberto 9 Asts: Montecchia, Oberto 5 var |           |  | Helliniko Indoor Arena, Aten Publik: 8 000 Domare: Virginijus Dovidavicius (Litauen) Christos Christodoulou (Grekland) |

| 23 augusti 9:00 |                                                   | Spanien | 88–84                                       | Nya Zeeland |  | Helliniko Indoor Arena, Aten Publik: 4 252 Domare: José Carrión (Puerto Rico) Mike Homsy (Kanada) |
| 23 augusti 9:00 | Resultat efter kvart: 19–11, 29–26, 25–31, 15–16  |         |                                             |             |  | Helliniko Indoor Arena, Aten Publik: 4 252 Domare: José Carrión (Puerto Rico) Mike Homsy (Kanada) |
| 23 augusti 9:00 | Pts: Garbajosa 17 Rebs: Gasol 10 Asts: Calderón 3 |         | Pts: Jones 23 Rebs: Marks 10 Asts: Dickel 5 |             |  | Helliniko Indoor Arena, Aten Publik: 4 252 Domare: José Carrión (Puerto Rico) Mike Homsy (Kanada) |

## Bordtennis
Damsingel
- - Round 1, Li Chunli, bye.
  - Round 2, Li Chunli besegrade Tawny Bank (USA) 4-1, ( 11-8, 12-10, 11-9, 8-11, 11-9).
  - Round 3, Li Chunli förlorade mot Zhang Yining (Kina), (8-11, 10-12, 5-11, 7-11).

Damdubbel
- - Round 1, Li Chunli och Karen Li, bye.
  - Round 2, Li Chunli och Karen Li besegrade Jian Fang Lay och Miao Miao (Australien), 4-2, (12-10, 8-11, 6-11, 11-15, 11-2, 14-12).
  - Round 3, Li Chunli och Karen Li besegrade Nicole Struse och Elke Wosch (Tyskland) 4-1, (11-6, 11-7, 11-7, 10-12, 11-6).
  - Round 4, Li Chunli och Karen Li förlorade mot Kim Hyang-Mi och Hyon Hui Kim (Nordkorea) 4-2, (8-11, 13-11, 6-11, 13-11, 5-11, 4-11).

## Boxning
Lätt tungvikt
- - Soulan Pownceby förlorade mot Ihsan Yildirim Tarhan (Turkiet). Domaren stoppade matchen, rond 3.

## Cykling
Damernas tempolopp
- - Kval, Sarah Ulmer, 3:26.279 (nyrr världsrekord), 1st.
  - Semifinal, Sarah Ulmer, 3:27.444 besegrade Olga Slioussareva (Ryssland) 3:36.263.
  - Final, Sarah Ulmer, 3:24.537, guld, (nytt världsrekord) besegrade Katie Mactier (Australien) 3:27.65.

Herrarnas poänglopp
- - Greg Henderson, 4:a.

Damernas poänglopp
- - Sarah Ulmer, 5:a.

Herrarnas Madison
- - Greg Henderson och Hayden Roulston, 7:a.

Herrarnas tempolopp
- - Heath Blackgrove, 1:3:20.11, 32:a.

Herrarnas lagförföljelse
- - Hayden Godfrey, Tim Gudsell, Peter Latham, Matthew Randall och Marc Ryan, 4:10.82, 10:a.

Herrarnas linjelopp
- - Julian Dean, 5:41:56, 15th, 12 s bakom guldmedaljlören, Jeremy Yates, Heath Blackgrove och Robin Reid DNF.

Herrarnas linjelopp
- - Joanne Kiesanowski, 3:25:42, 17:e,
  - Michelle Hyland, 3:40:43, 54:e,
  - Melissa Holt, fullföljde inte

Herrarnas terränglopp
- - Kashi Leuchs, 2:28:20, 28:a,

Damernas terränglopp
- - Robyn Wong, 2:10:59, 16:a,

Herrarnas lagförföljelse
- - Hayden Godfrey, Peter Latham, Matthew Randall och March Ryan, 4:10.82, 10:a. (Tim Gudsell startade inte).

Herrarnas förföljelse
- - Hayden Godfrey, Startade inte.

Herrarnas keirin
- - Anthony Peden, drog sig ur spelen.

## Friidrott
Herrarnas 800 meter
- - Heat 3, Jason Stewart, 1:46.24, gick inte vidare

Herrarnas 1 500 meter
- - Heat 2, Nicholas Willis, 3:a, 3:39.80.
  - Semifinal, Nicholas Willis, 6th, 3:41.46 (Långsamaste semifinalen så gick inte vidare).

Herrarnas 5 000 meter
- - Heat 2. Michael Aish, 13:50, 17:a (32:a totalt).

Damernas 5 000 meter
- - Heat 1, Kimberly Smith, 15:31.80, 11:a, kvalificerade sig inte.

Herrarnas 10 000 meter
- - John Henwood, fullföljde inte.

Herrarnas maraton
- - Johnathon Wyatt, 21:a
  - Dale Warrender, 32:a

Damernas maraton
- - Liza Hunter-Galvin, 2:50:23, 51:a

Herrarnas 50 kilometer gång
- - Craig Barrett, 29th, 6:48, 29:a

Damernas diskuskastning
- - Heat 1 kval, Beatrice Faumuina, 64.07 m, 5:e bästa kvaltiden.
  - Final, Beatrice Faumuina, 7th with throw of 63.45 m.

Damernas stavhopp
- - Grupp A kval, Melina Hamilton, 4.15 m, 12:a, (24:a totalt).

Damernas kulstötning
- - Grupp A kval, Valerie Adams, 3:a med 18.79 m stöt
  - Final, Valerie Adams, 8:a med 18.56 m stöt.

Herrarnas spjutkastning
- - Grupp B kval, Stuart Farquhar, 74.63 m, 13th (19:a totalt)

## Fäktning
Värja, damer
- - Jessica Eliza Beer förlorade mot Dimitra Magkanoudaki (Grekland), 15-8.

## Judo
Herrarnas halv lättvikt (-52 kg)
- - Rochelle Stormont förlorade mot Ioana Maria Aluas (Rumänien) säkrade en ippon 30 sekunder in i matchen.

## Kanotsport
Herrarnas K-1 500 m
- - Heat 4, Steven Ferguson, 2:6,937, 7:a, gick inte vidare.

Herrarnas K-1 1000 m
- - Heat 1, Ben Fouhy, 3:26,064. 1st.
  - Final, Ben Fouhy, 3:27,413, 2:a, silver.

Herrarnas K-2 1000 m
- - Heat 1, Ferguson och Fouhy, 3:10,388 2:a.
  - Final, Ferguson och Fouhy, 3:21,336, 8:a.

## Landhockey
Herrar
Coach: Kevin Towns
| 1. Simon Towns (c) 2. Mitesh Patel 3. Darren Smith 4. Wayne McIndoe 5. Dion Gosling 6. Blair Hopping 7. Dean Couzins 8. Ryan Archibald | 1. Umesh Parag 2. Bevan Hari 3. Paul Woolford (GK) 4. Kyle Pontifex (GK) 5. Phillip Burrows 6. Hayden Shaw 7. James Nation 8. Gareth Brooks |

Gruppspel
| Lag           | Pld | W | D | L | GF | GA | GD  | Pts |
| ------------- | --- | - | - | - | -- | -- | --- | --- |
| Nederländerna | 5   | 5 | 0 | 0 | 16 | 9  | +7  | 15  |
| Australien    | 5   | 3 | 1 | 1 | 14 | 10 | +10 | 10  |
| Nya Zeeland   | 5   | 3 | 0 | 2 | 13 | 11 | +2  | 9   |
| Indien        | 5   | 1 | 1 | 3 | 11 | 13 | −2  | 4   |
| Sydafrika     | 5   | 1 | 0 | 4 | 9  | 15 | −6  | 3   |
| Argentina     | 5   | 0 | 2 | 3 | 8  | 13 | −5  | 2   |

Damer
Coach: Ian Rutledge

1. Kayla Sharland
2. Emily Naylor
3. Rachel Sutherland
4. Meredith Orr
5. Jaimee Provan
6. Leisen Jobe
7. Lizzy Igasan
8. Stacey Carr
9. Lisa Walton
10. Suzie Muirhead (c)
11. Beth Jurgeleit (GK)
12. Helen Clarke (GK)
13. Diana Weavers
14. Niniwa Roberts
15. Rachel Robertson
16. Tara Drysdale

Gruppspel
| Lag         | Pld | W | D | L | GF | GA | GD | Pts |
| ----------- | --- | - | - | - | -- | -- | -- | --- |
| Kina        | 4   | 4 | 0 | 0 | 11 | 2  | +9 | 12  |
| Argentina   | 4   | 3 | 0 | 1 | 12 | 4  | +8 | 9   |
| Japan       | 4   | 2 | 0 | 2 | 5  | 7  | −2 | 6   |
| Nya Zeeland | 4   | 1 | 0 | 3 | 3  | 9  | −6 | 3   |
| Spanien     | 4   | 0 | 0 | 4 | 3  | 12 | −9 | 0   |

## Ridsport

### Dressyr
| Idrottare   | Häst   | Gren                | Grand Prix | Grand Prix | Grand Prix Special | Grand Prix Special | Grand Prix Fristil | Grand Prix Fristil | Totalt           | Totalt           |
| Idrottare   | Häst   | Gren                | Poäng      | Placering  | Poäng              | Placering          | Poäng              | Placering          | Poäng            | Placering        |
| ----------- | ------ | ------------------- | ---------- | ---------- | ------------------ | ------------------ | ------------------ | ------------------ | ---------------- | ---------------- |
| Louisa Hill | Gabana | Individuell dressyr | 62,708     | 49         | Gick inte vidare   | Gick inte vidare   | Gick inte vidare   | Gick inte vidare   | Gick inte vidare | Gick inte vidare |

### Fälttävlan
| Ryttare                                                                     | Häst        | Gren                    | Dressyr | Dressyr   | Terräng | Terräng  | Terräng   | Hoppning | Hoppning | Hoppning  | Hoppning         | Hoppning         | Hoppning         | Totalt | Totalt    |
| Ryttare                                                                     | Häst        | Gren                    | Dressyr | Dressyr   | Terräng | Terräng  | Terräng   | Kval     | Kval     | Kval      | Final            | Final            | Final            | Totalt | Totalt    |
| Ryttare                                                                     | Häst        | Gren                    | Straff  | Placering | Straff  | Totalt   | Placering | Straff   | Totalt   | Placering | Straff           | Totalt           | Placering        | Straff | Placering |
| --------------------------------------------------------------------------- | ----------- | ----------------------- | ------- | --------- | ------- | -------- | --------- | -------- | -------- | --------- | ---------------- | ---------------- | ---------------- | ------ | --------- |
| Matthew Grayling                                                            | Revo        | Individuell fälttävlan  | 47,20   | 22        | 0,00    | 47,20    | 17        | 12,00 #  | 59,20    | 19 Q      | 4,00             | 63,20            | 15               | 63,20  | 15        |
| Daniel Jocelyn                                                              | Silence     | Individuell fälttävlan  | 66,80 # | =61       | 0,00    | 66,80 #  | 35        | 4,00     | 70,80 #  | 29        | Gick inte vidare | Gick inte vidare | Gick inte vidare | 70,80  | 29        |
| Andrew Nicholson                                                            | Finicio     | Individuell fälttävlan  | 63,40   | =52       | 72,20 # | 135,60 # | 64        | 14,00 #  | 149,60 # | 61        | Gick inte vidare | Gick inte vidare | Gick inte vidare | 149,60 | 61        |
| Blyth Tait                                                                  | Reddy Teddy | Individuell fälttävlan  | 63,80 # | =54       | 1,20 #  | 65,00    | =33       | 4,00     | 69,00    | 26        | Gick inte vidare | Gick inte vidare | Gick inte vidare | 69,00  | 26        |
| Heelan Tompkins                                                             | Glengarrick | Individuell fälttävlan  | 44,00   | 13        | 0,00    | 44,00    | 10        | 4,00     | 48,00    | 7 Q       | 4,00             | 52,00            | 7                | 52,00  | 7         |
| Matthew Grayling Daniel Jocelyn Andrew Nicholson Blyth Tait Heelan Tompkins | Se ovan     | Lagtävling i fälttävlan | 154,60  | 6         | 0,00    | 156,20   | =1        | 12,00    | 176,20   | =4        | i.u.             | i.u.             | i.u.             | 176,20 | 5         |

### Hoppning
| Ryttare                                             | Häst             | Gren                  | Kval     | Kval      | Kval     | Kval     | Kval      | Kval     | Kval     | Kval      | Final            | Final            | Final            | Final            | Final            | Totalt           | Totalt           |
| Ryttare                                             | Häst             | Gren                  | Omgång 1 | Omgång 1  | Omgång 2 | Omgång 2 | Omgång 2  | Omgång 3 | Omgång 3 | Omgång 3  | Omgång A         | Omgång A         | Omgång B         | Omgång B         | Omgång B         | Totalt           | Totalt           |
| Ryttare                                             | Häst             | Gren                  | Straff   | Placering | Straff   | Totalt   | Placering | Straff   | Totalt   | Placering | Straff           | Placering        | Straff           | Totalt           | Placering        | Straff           | Placering        |
| --------------------------------------------------- | ---------------- | --------------------- | -------- | --------- | -------- | -------- | --------- | -------- | -------- | --------- | ---------------- | ---------------- | ---------------- | ---------------- | ---------------- | ---------------- | ---------------- |
| Grant Cashmore                                      | Franklin's Flyte | Individuell hoppning  | 0        | =1        | 12       | 12       | =28 Q     | 20       | 32       | 48 Q      | 20               | =40              | Gick inte vidare | Gick inte vidare | Gick inte vidare | Gick inte vidare | Gick inte vidare |
| Bruce Goodin                                        | Braveheart       | Individuell hoppning  | 28       | 74        | 28       | 56       | 67 Q      | Gav upp  | Gav upp  | Gav upp   | Gick inte vidare | Gick inte vidare | Gick inte vidare | Gick inte vidare | Gick inte vidare | Gick inte vidare | Gick inte vidare |
| Daniel Meech                                        | Diagonal         | Individuell hoppning  | 13       | =63       | 6        | 19       | 45 Q      | 1        | 20       | =29 Q     | 1                | 3 Q              | 13               | 14               | 13               | 14               | 13               |
| Guy Thomas                                          | NZ Madison       | Individuell hoppning  | 16       | =69       | 13       | 29       | 62 Q      | 29       | 58       | =58       | Gick inte vidare | Gick inte vidare | Gick inte vidare | Gick inte vidare | Gick inte vidare | Gick inte vidare | Gick inte vidare |
| Grant Cashmore Bruce Goodin Daniel Meech Guy Thomas | Se ovan          | Lagtävling i hoppning | i.u.     | i.u.      | i.u.     | i.u.     | i.u.      | i.u.     | i.u.     | i.u.      | 31               | 12               | Gick inte vidare | Gick inte vidare | Gick inte vidare | 31               | 12               |

## Rodd
Herrar
| Idrottare                                         | Gren              | Heat    | Heat      | Återkval | Återkval  | Semifinal | Semifinal | Final   | Final     | Final |
| Idrottare                                         | Gren              | Tid     | Placering | Tid      | Placering | Tid       | Placering | Tid     | Placering |       |
| ------------------------------------------------- | ----------------- | ------- | --------- | -------- | --------- | --------- | --------- | ------- | --------- | ----- |
| George Bridgewater Nathan Twaddle                 | Tvåa utan styrman | 6:54,75 | 1 SA/B    | BYE      | BYE       | 6:24,49   | 3 FA      | 6:34,24 | 4         |       |
| Mahé Drysdale Donald Leach Carl Meyer Eric Murray | Fyra utan styrman | 6:22,91 | 2 SA/B    | BYE      | BYE       | 5:52,95   | 2 FA      | 6:15,47 | 4         |       |

Damer
| Idrottare                                       | Gren              | Heat    | Heat      | Återkval | Återkval  | Semifinal | Semifinal | Final   | Final     | Final |
| Idrottare                                       | Gren              | Tid     | Placering | Tid      | Placering | Tid       | Placering | Tid     | Placering |       |
| ----------------------------------------------- | ----------------- | ------- | --------- | -------- | --------- | --------- | --------- | ------- | --------- | ----- |
| Sonia Waddell                                   | Singelsculler     | 7:36,15 | 1 SA/B/C  | BYE      | BYE       | 7:42,00   | 3 FA      | 7:31,66 | 6         |       |
| Nicky Coles Juliette Haigh                      | Tvåa utan styrman | 9:37,53 | 5 R       | 7:11,00  | 2 FA      | i.u.      | i.u.      | 7:23,52 | 6         |       |
| Caroline Evers-Swindell Georgina Evers-Swindell | Dubbelsculler     | 7:25,57 | 1 FA      | BYE      | BYE       | i.u.      | i.u.      | 7:01,79 | 1         |       |

## Segling
Herrar
| Seglare                 | Gren      | Lopp | Lopp | Lopp | Lopp | Lopp | Lopp | Lopp | Lopp | Lopp | Lopp | Lopp | Summerad poäng | Finalplacering |
| Seglare                 | Gren      | 1    | 2    | 3    | 4    | 5    | 6    | 7    | 8    | 9    | 10   | M*   | Summerad poäng | Finalplacering |
| ----------------------- | --------- | ---- | ---- | ---- | ---- | ---- | ---- | ---- | ---- | ---- | ---- | ---- | -------------- | -------------- |
| Tom Ashley              | Mistral   | 17   | 7    | 3    | 18   | 14   | 8    | 14   | 18   | 3    | 3    | 11   | 98             | 10             |
| Dean Barker             | Finnjolle | 5    | 10   | 7    | 11   | 7    | 16   | DNF  | 12   | 19   | 20   | 10   | 118            | 9              |
| Andrew Brown Jamie Hunt | 470       | 27   | 24   | 23   | 23   | 22   | 13   | 14   | 10   | 26   | 25   | 20   | 200            | 26             |

M = Medaljlopp; EL = Eliminerad – gick inte vidare till medaljloppet;
Damer
| Seglare                                  | Gren        | Lopp | Lopp | Lopp | Lopp | Lopp | Lopp | Lopp | Lopp | Lopp | Lopp | Lopp | Summerad poäng | Finalplacering |
| Seglare                                  | Gren        | 1    | 2    | 3    | 4    | 5    | 6    | 7    | 8    | 9    | 10   | M*   | Summerad poäng | Finalplacering |
| ---------------------------------------- | ----------- | ---- | ---- | ---- | ---- | ---- | ---- | ---- | ---- | ---- | ---- | ---- | -------------- | -------------- |
| Barbara Kendall                          | Mistral     | 1    | 9    | OCS  | 2    | OCS  | 5    | 5    | 3    | 1    | 1    | 4    | 58             | 5              |
| Sarah Macky                              | Europajolle | 14   | 4    | 8    | 19   | 4    | 20   | 6    | 4    | 10   | 10   | 17   | 91             | 8              |
| Linda Dickson Shelley Hesson             | 470         | 6    | 8    | 10   | 5    | 17   | 18   | 15   | 13   | 4    | 17   | 13   | 118            | 16             |
| Sharon Ferris Kylie Jameson Joanna White | Yngling     | 15   | 16   | 3    | 2    | 2    | 9    | 11   | 7    | 12   | 10   | 9    | 77             | 7              |

M = Medaljlopp; EL = Eliminerad – gick inte vidare till medaljloppet;
Öppen
| Seglare       | Gren  | Lopp | Lopp | Lopp | Lopp | Lopp | Lopp | Lopp | Lopp | Lopp | Lopp | Lopp | Summerad poäng | Finalplacering |
| Seglare       | Gren  | 1    | 2    | 3    | 4    | 5    | 6    | 7    | 8    | 9    | 10   | M*   | Summerad poäng | Finalplacering |
| ------------- | ----- | ---- | ---- | ---- | ---- | ---- | ---- | ---- | ---- | ---- | ---- | ---- | -------------- | -------------- |
| Hamish Pepper | Laser | 24   | 9    | 26   | 11   | 9    | 8    | 13   | 3    | RDG  | 2    | 21   | 108.3          | 7              |

M = Medaljlopp; EL = Eliminerad – gick inte vidare till medaljloppet;

## Taekwondo
| Idrottare      | Gren            | Åttondelsfinaler       | Kvartsfinaler        | Semifinaer           | Återkval             | Bronsmatch           | Final                | Final     |
| Idrottare      | Gren            | Motståndare Resultat   | Motståndare Resultat | Motståndare Resultat | Motståndare Resultat | Motståndare Resultat | Motståndare Resultat | Placering |
| -------------- | --------------- | ---------------------- | -------------------- | -------------------- | -------------------- | -------------------- | -------------------- | --------- |
| Verina Wihongi | Damernas −67 kg | Mystakidou (GRE) L 0–4 | Gick inte vidare     | Gick inte vidare     | Juárez (GUA) L 1–4   | Gick inte vidare     | Gick inte vidare     | 7         |

## Triathlon
| Triathlet         | Gren                | Simning (1,5 km) | Trans 1 | Cykling (40 km) | Trans 2 | Löpning (10 km) | Total tid  | Placering |
| ----------------- | ------------------- | ---------------- | ------- | --------------- | ------- | --------------- | ---------- | --------- |
| Hamish Carter     | Herrarnas triathlon | 18:19            | 0:20    | 1:00:44         | 0:18    | 32:04           | 1:51:07,73 | 1         |
| Bevan Docherty    | Herrarnas triathlon | 18:13            | 0:19    | 1:00:51         | 0:20    | 32:11           | 1:51:15,60 | 2         |
| Nathan Richmond   | Herrarnas triathlon | 18:04            | 0:20    | 1:02:51         | 0:19    | 37:06           | 1:58:01,94 | 33        |
| Samantha Warriner | Damernas triathlon  | 19:42            | 0:20    | 1:10:45         | 0:20    | 38:15           | 2:08:42,07 | 18        |